# Dolichopeza (Dolichopeza) fuscipes
Dolichopeza (Dolichopeza) fuscipes is een tweevleugelige uit de familie langpootmuggen (Tipulidae). De soort komt voor in het Palearctisch gebied.